# Boretto
Boretto är en ort och kommun i provinsen Reggio Emilia i regionen Emilia-Romagna i Italien. Kommunen hade 5 365 invånare (2018).